# Antitype olivacea
Antitype olivacea là một loài bướm đêm trong họ Noctuidae.